# Pyrénées (métro de Paris)
Pour les articles homonymes, voir Pyrénées (homonymie).
Pyrénées est une station de la ligne 11 du métro de Paris, située à la limite des 19e et 20e arrondissements de Paris.

## Situation
La station est implantée à la limite administrative entre le quartier du Combat au nord et le quartier de Belleville au sud. Elle se trouve sous la rue de Belleville à l'intersection avec la rue des Pyrénées et l'avenue Simon-Bolivar, les quais étant établis au sud-ouest du croisement précité. Orientée selon un axe nord-est/sud-ouest, elle s'intercale entre les stations Belleville et Jourdain.

## Histoire
La station est ouverte le 28 avril 1935 avec la mise en service du premier tronçon de la ligne 11 entre son terminus occidental de Châtelet et la station Porte des Lilas.
Elle doit sa dénomination à son implantation au débouché de la rue des Pyrénées, dont le nom fait référence à la chaîne de montagnes des Pyrénées, frontière naturelle entre l’Espagne et la France.
En avril 1944, sous l'Occupation allemande, les quais de la station servent d'abri anti-aérien pour la population parisienne, de même que vingt-sept autres stations lors de la Seconde Guerre mondiale, majoritairement concentrées sur les lignes 7, 11 et 12 du fait de leur importante profondeur.
Dans le cadre du programme « Renouveau du métro » de la RATP, la station est entièrement rénovée le 5 août 2008, ce qui entraîne la disparition des faïences biseautées d'origine dans le style d'entre-deux-guerres de l'ex-CMP sur les quais, décoration caractérisée par des cadres publicitaires de couleur miel à motifs végétaux et le nom de la station incorporé dans la céramique des piédroits.
Le 1er avril 2016, une partie des plaques nominatives sur les quais de la station sont remplacées par la RATP pour faire un poisson d'avril le temps d'une journée, comme dans douze autres stations sur le réseau. Pyrénées est ainsi humoristiquement rebaptisée « Alpes » en référence à l'autre principal massif montagneux pénétrant sur le territoire français.
Dans le cadre du prolongement de la ligne 11 jusqu'à Rosny-Bois-Perrier, la station fait l'objet de plusieurs travaux d'adaptation. Du 25 septembre au 19 novembre 2020 les quais sont rehaussés et carrelés afin de permettre l'arrivée du nouveau matériel MP 14, nécessitant leur fermeture au public pendant toute la durée de l'opération. En parallèle, une sortie simple supplémentaire reliant le milieu des quais à l’avenue Simon-Bolivar, avec deux escaliers de part et d’autre de cette dernière, est mise en chantier dès l'été 2018. En outre, une trémie existante sur le côté impair de la rue des Pyrénées est modifiée et équipée d'un escalier mécanique montant en remplacement d'un escalier fixe. Initialement prévue pour l'été 2021, la fin des travaux intervient finalement le 28 avril 2023.

### Fréquentation
Selon les estimations de la RATP, la station a vu entrer 2 920 049 voyageurs en 2019, ce qui la place à la 182e position des stations de métro pour sa fréquentation,. En 2020, avec la crise du Covid-19, son trafic annuel tombe à 1 364 625 voyageurs, la reléguant alors au 191e rang, avant de remonter progressivement en 2021 avec 2 288 587 entrants comptabilisés, ce qui la classe à la 151e position des stations du réseau pour sa fréquentation cette année-là.

## Services aux voyageurs

### Accès
La station dispose six accès, constitués pour la plupart d'un escalier fixe orné d'un candélabre et d'une balustrade en fer forgé de style Dervaux :
- l'accès no 1 « Rue des Pyrénées » débouchant au droit du no 360 de la rue précitée ;
- l'accès no 2 « Rue de Belleville », modifié en avril 2023 et dorénavant constitué d'un escalier mécanique montant permettant uniquement la sortie (agrémenté d'une balustrade Dervaux), se situant face au no 403 de la rue des Pyrénées, à l'angle avec la cour de la Métairie ;
- l'accès no 3 « Avenue Simon-Bolivar » (neutralisé temporairement à partir de juillet 2018) se trouvant au droit du no 1 de ladite avenue ;
- l'accès no 4 « Rue Clavel » débouchant face au no 4 de l'avenue Simon-Bolivar ;
- l'accès no 5 « Rue de l'Équerre », ouvert fin avril 2023, se situant au droit du no 7 de l'avenue Simon-Bolivar ;
- l'accès no 6 « Square Bolivar », également ouvert fin avril 2023, se trouvant face au no 8 de l'avenue Simon-Bolivar.

Accès à la station
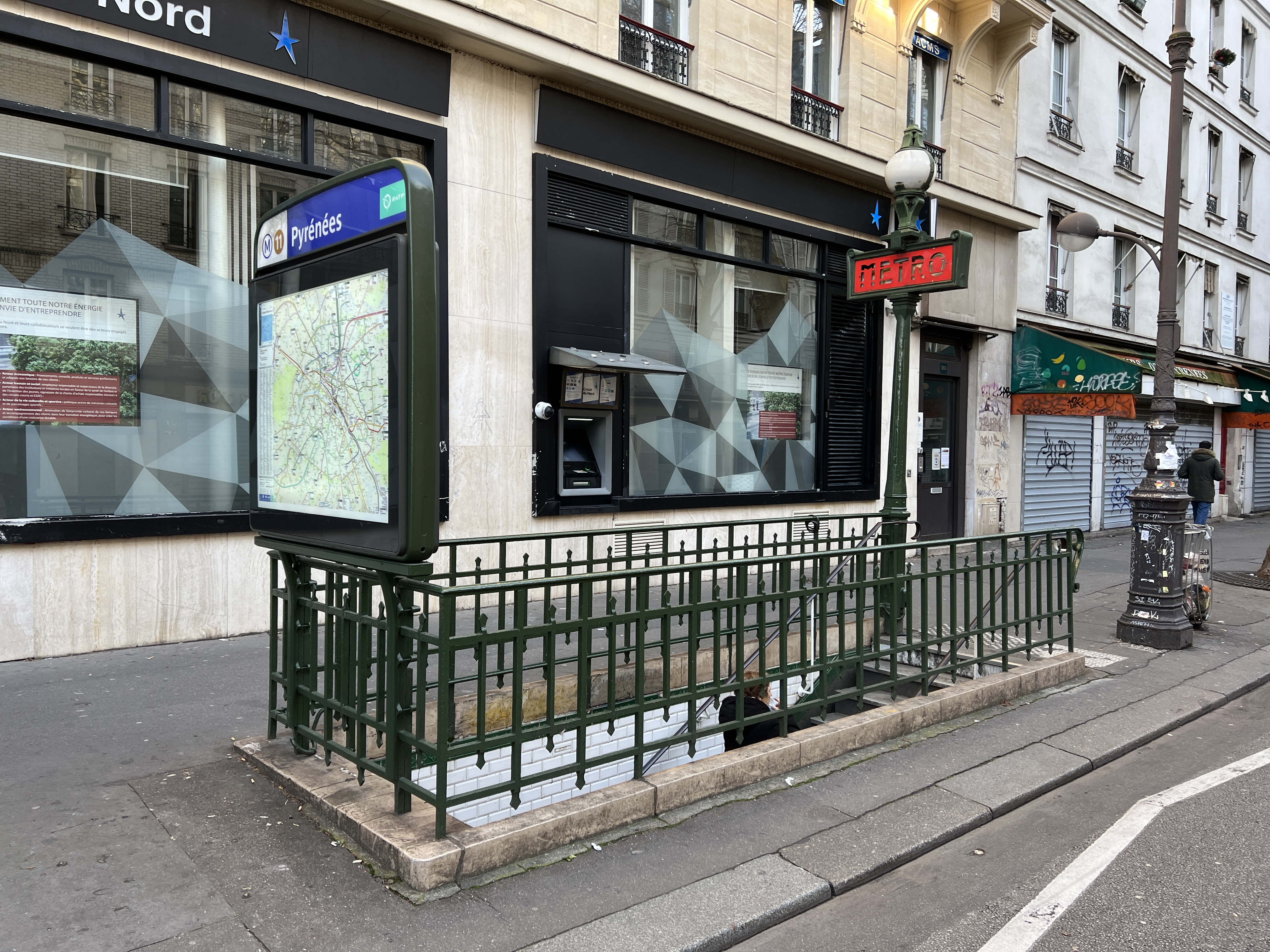
L'accès no 1 « Rue des Pyrénées ».
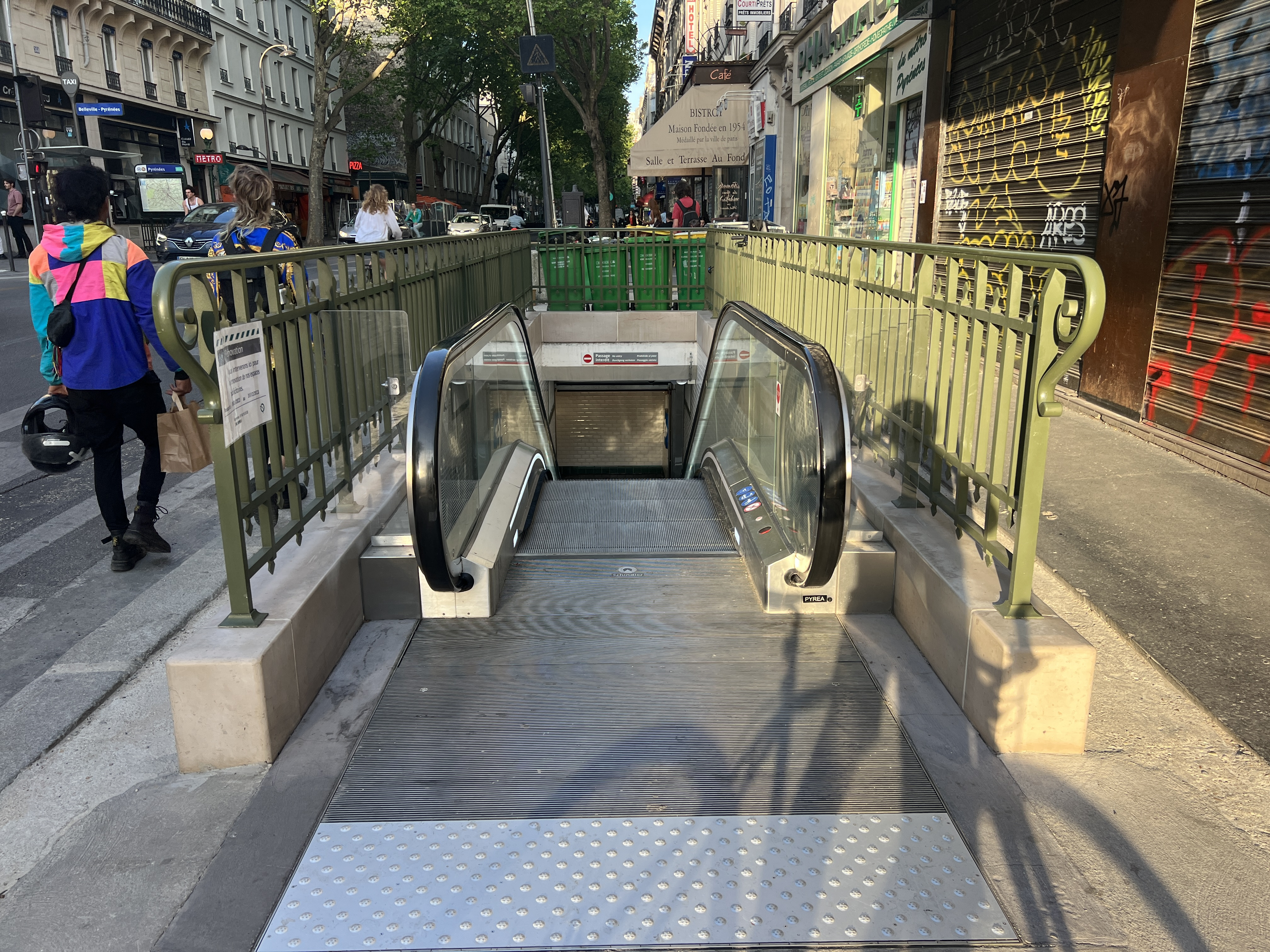
L'accès no 2 « Rue de Belleville ».
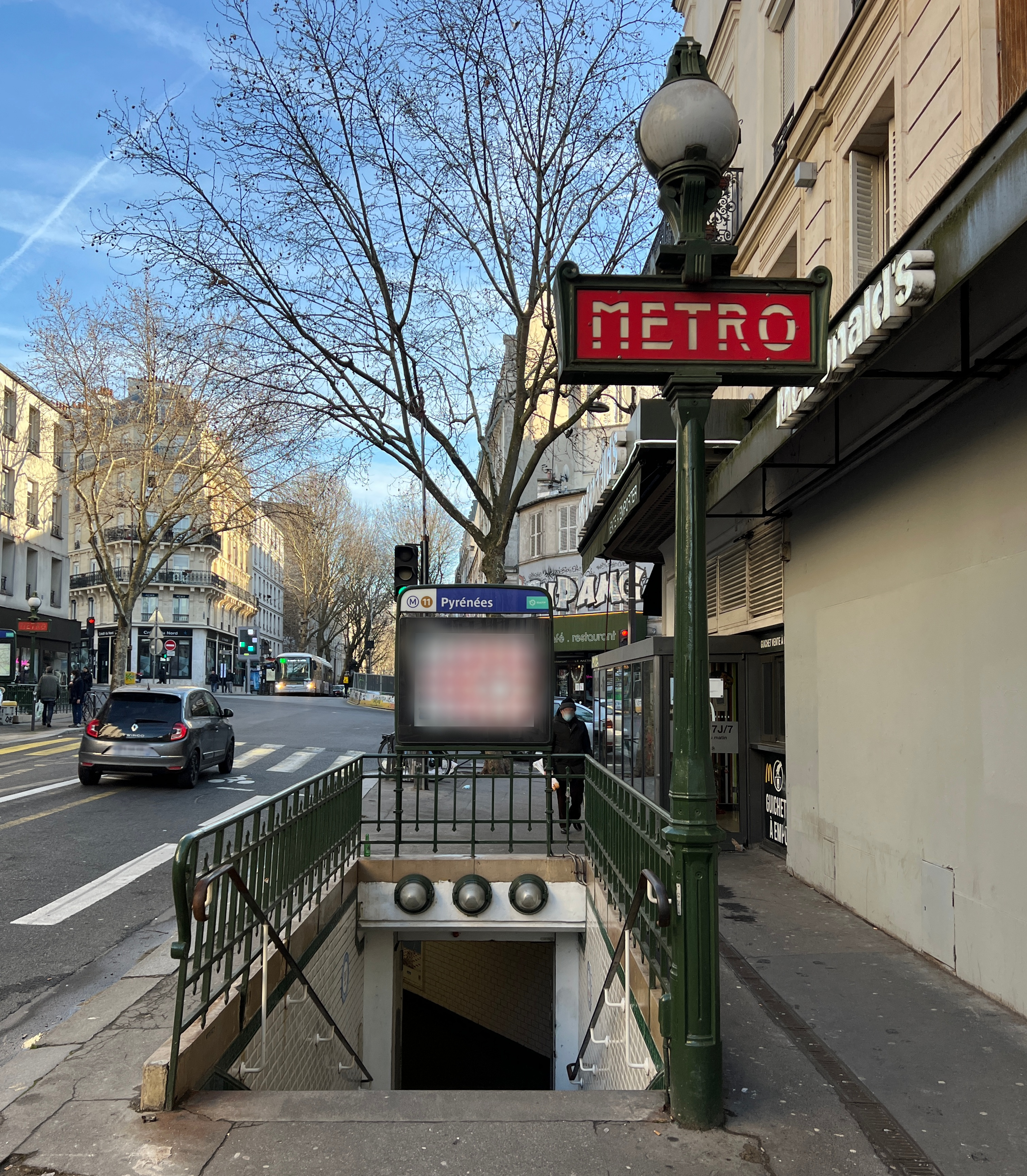
L'accès no 3 « Avenue Simon-Bolivar ».
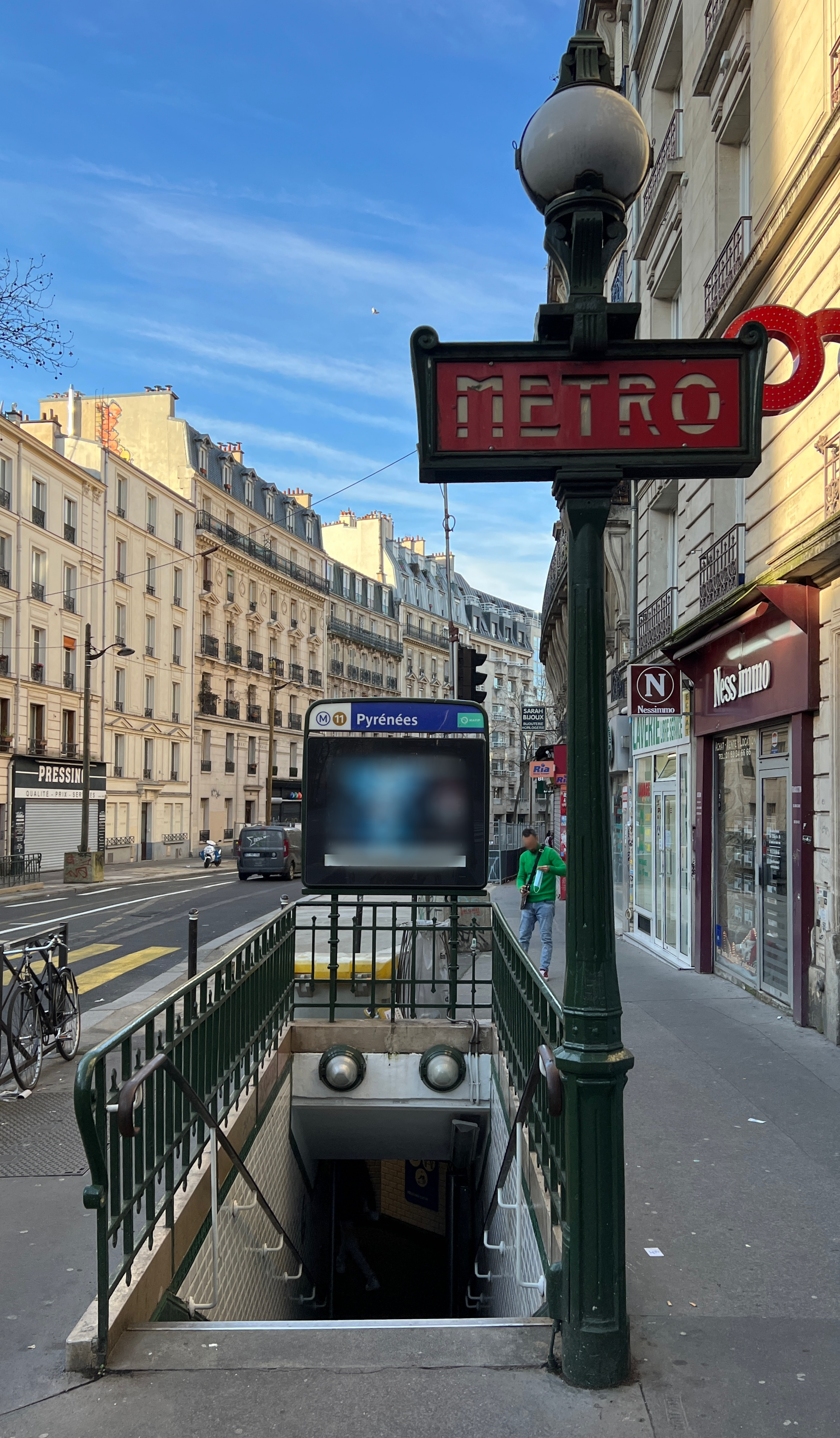
L'accès no 4 « Rue Clavel ».
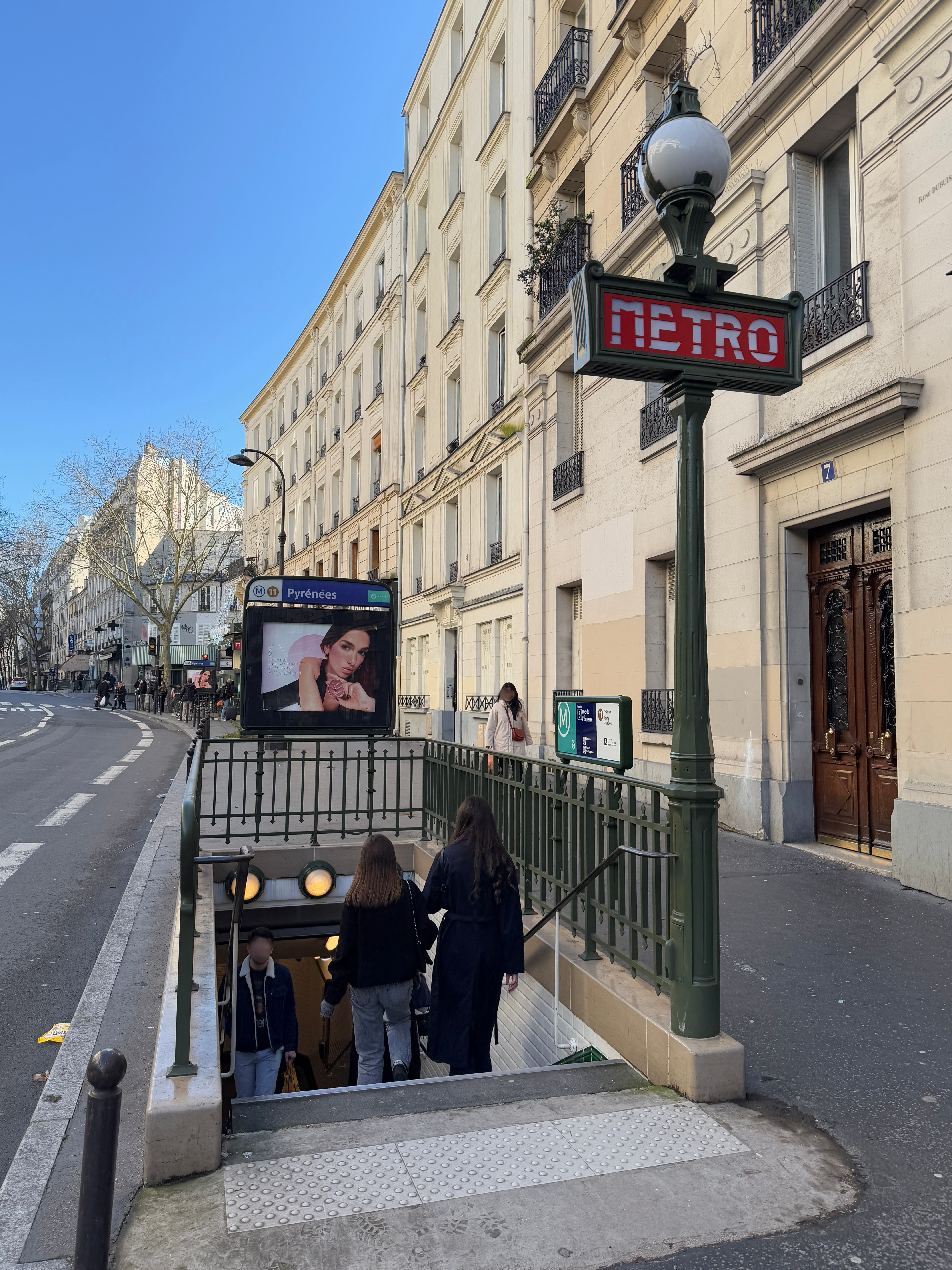
L'accès no 5 « Rue de l'Équerre ».
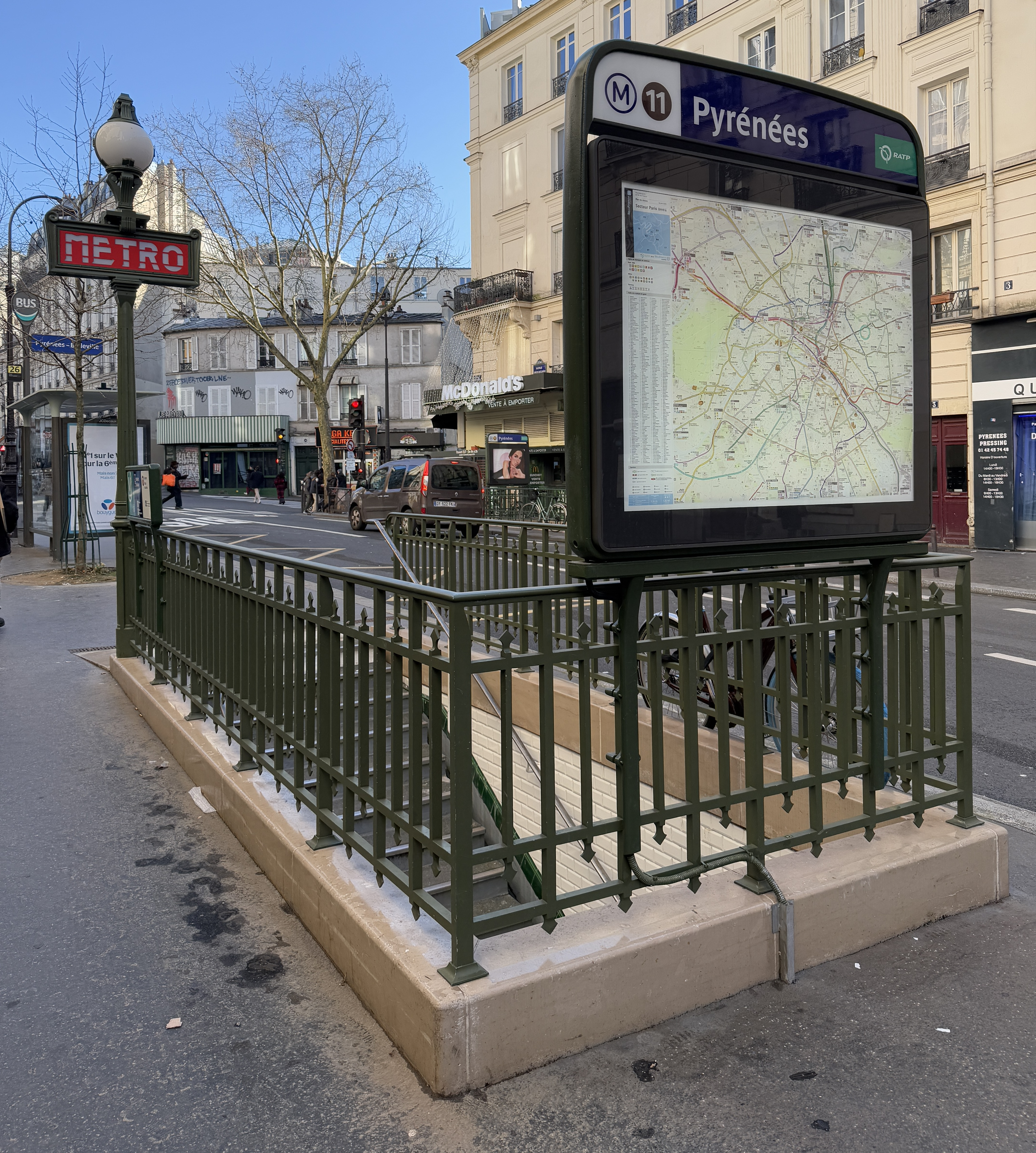
L'accès no 6 « Square Bolivar ».

### Quais

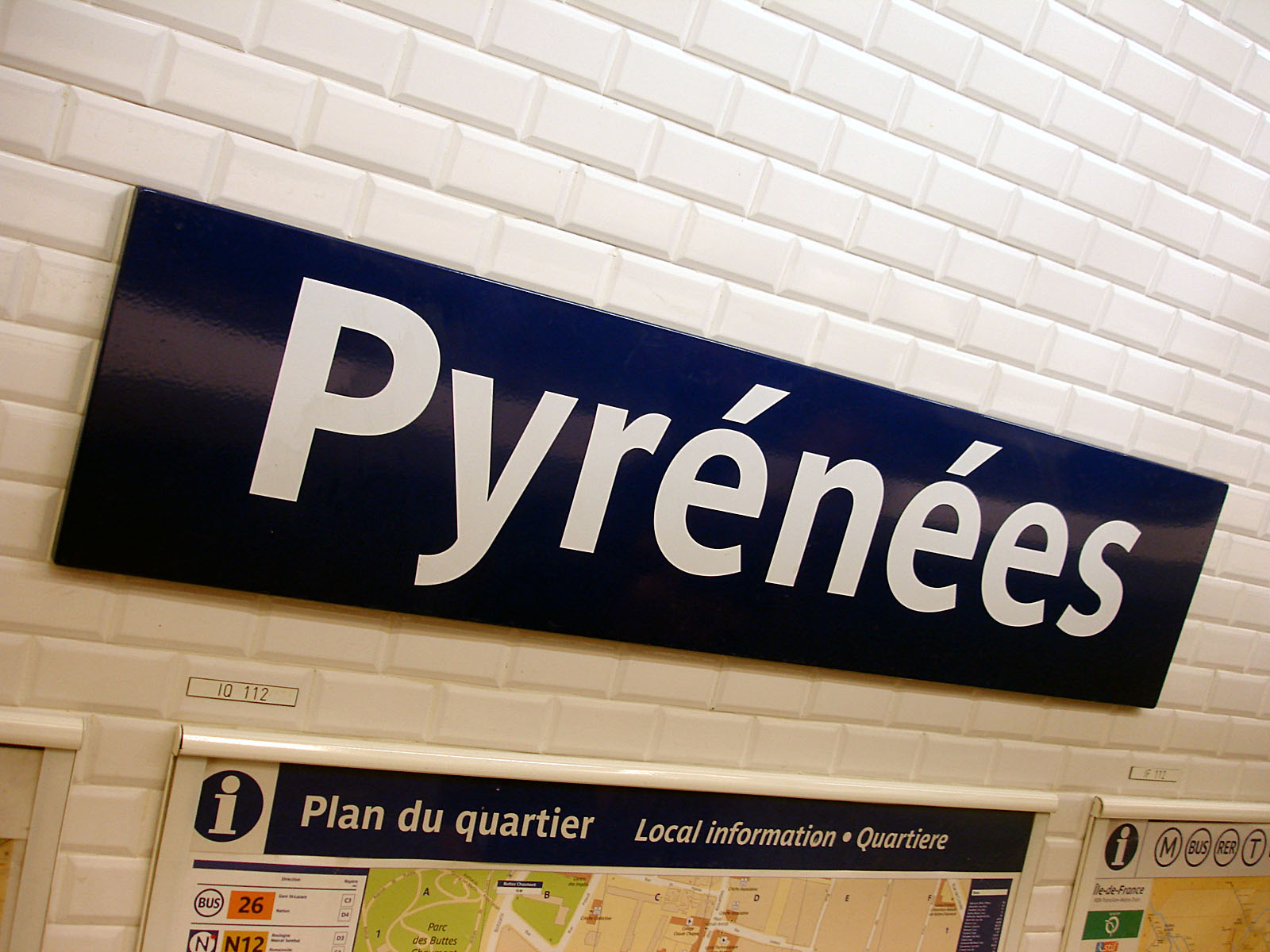
Panneau.

Pyrénées est une station en courbe de configuration standard : elle possède deux quais, d'une longueur conventionnelle de 75 mètres, séparés par les voies du métro situées au centre et la voûte est elliptique. Cette dernière se distingue cependant par sa hauteur et son profil plus élancé en raison de la profondeur importante des quais, particularité que l'on retrouve aux stations suivantes de la ligne 11, Jourdain et Place des Fêtes, ainsi qu'aux stations Pelleport, Saint-Fargeau et Porte des Lilas sur la ligne 3 bis, également enfouies à grande profondeur, ou encore à Pont-Neuf et Châtelet sur la ligne 7.
La décoration est une variante du style utilisé pour la majorité des stations du métro : les carreaux en céramique blancs biseautés recouvrent les piédroits et les tympans, tandis que la voûte est peinte en blanc. L'éclairage est toutefois assuré par deux bandeaux lumineux spécifiques suspendus que l'on retrouve également aux stations Télégraphe sur la même ligne et Dupleix sur la ligne 6, ainsi que dans certaines gares RER de la RATP. Les cadres publicitaires sont en céramique blanche et le nom de la station est inscrit en police de caractères Parisine sur des plaques émaillées. Les sièges sont de style « Akiko » de couleur orange.

### Intermodalité
La station est desservie par les lignes 20, 26 et 71 du réseau de bus RATP et, la nuit, par les lignes N12 et N23 du réseau Noctilien.

## À proximité
- Parc de Belleville
- Parc des Buttes-Chaumont
- Square Alexandre-Luquet
- Jardin des Couronnes
- Jardin Gabriële-Buffet
- Théâtre Clavel
- Église protestante de Belleville